# NGC 7414
NGC 7414 ist eine linsenförmige Galaxie vom Hubble-Typ S0 im Sternbild Pegasus am Nordsternhimmel. Sie ist schätzungsweise 447 Millionen Lichtjahre von der Milchstraße entfernt und hat einen Durchmesser von etwa 50.000 Lj.
Im selben Himmelsareal befinden sich u. a. die Galaxien NGC 7405, NGC 7413, NGC 7432.
Das Objekt wurde am 2. September 1886 von Lewis Swift entdeckt.